# マルシアル・ピナ
マルシアル・マヌエル・ピナ・モラーレス（Marcial Manuel Pina Morales、1946年8月23日 - ）は、スペイン・アストゥリアス州キロス出身の元サッカー選手。現役時代のポジションはMF。元スペイン代表。

## 経歴

### クラブ
1964-65シーズン、当時プリメーラ・ディビシオンに所属していたエルチェCFでプロデビュー。プロデビューから2シーズン後の1966年にRCDエスパニョールへと移籍すると、1シーズン目にリーグ戦29試合で11得点を挙げ、同シーズン中にスペイン代表から初招集を受けた。
1968-69シーズン、エスパニョールがセグンダ・ディビシオンへと降格したことでクラブを退団し、FCバルセロナに加入した。バルセロナでは、トータルフットボールの考案者とされるリヌス・ミケルス監督の下でプレーし、1973-74シーズンにリーグ優勝を果たした際には、16得点を挙げたヨハン・クライフを上回る18得点を記録した。1976-77シーズン、ラ・マシアからトップチームへと昇格してきたテンテ・サンチェスにポジションを奪われ、同シーズン終了後にクラブを去った。
1977年、現役最後のクラブとしてアトレティコ・マドリードに入団した。アトレティコ・マドリードでは、ルイス・アラゴネス監督によってレギュラーに抜擢され、1シーズン目はUEFAヨーロピアンカップに出場。公式戦32試合で11得点を決めた。アトレティコ・マドリード3シーズン目となる1979-80シーズン、33歳とキャリア晩年ということもあって出場機会が減少し、シーズン終了後に13シーズンの選手キャリアを終えた。

### 代表
1966年10月23日、UEFA欧州選手権1968予選として行われたアイルランド共和国戦にてスペイン代表初キャップを記録した。

## 個人成績
- キャリア通算 - 466試合99得点[6]
  - プリメーラ・ディビシオン - 379試合80得点

## タイトル
FCバルセロナ
- コパ・デル・レイ : 1回 (1970-71)
- プリメーラ・ディビシオン : 1回 (1973-74)